# Анрі де Реньє
Анрі́ Франсуа́ Жозе́ф де Реньє́ (фр. Henri-Francois-Joseph de Régnier, 28 грудня 1864, Онфлер, Кальвадос — 23 травня 1936, Париж) — французький поет і прозаїк, член Французької академії (1911).
Автор віршів, новел і романів. У поезії був близький до парнасців та символістів, експериментував з вільним віршем, водночас нерідко звертався до сонетної формі, а також продовжував лінію «пісень» в дусі Нерваля та Верлена. У прозі розвивав стилістику «галантного» XVIII століття.

## Біографія
Походив з нормандського аристократичного роду. Навчався в Парижі, готувався стати юристом. З 1885 року публікувався у французьких та бельгійських журналах. Починав у колі «Парнасу». Був одружений з дочкою одного з лідерів групи — Жозе-Маріа де Ередіа. Як поет формувався під впливом Стефана Малларме (відвідував його «вівторки» на рю дю Ром), був близький до символістами (Жан Мореас, Гюстав Кан). Дружив і листувався з Андре Жідом, Полем Валері та ін.
Помер 1936 року в Парижі. Похований на цвинтарі Пер-Лашез.

## Визнання

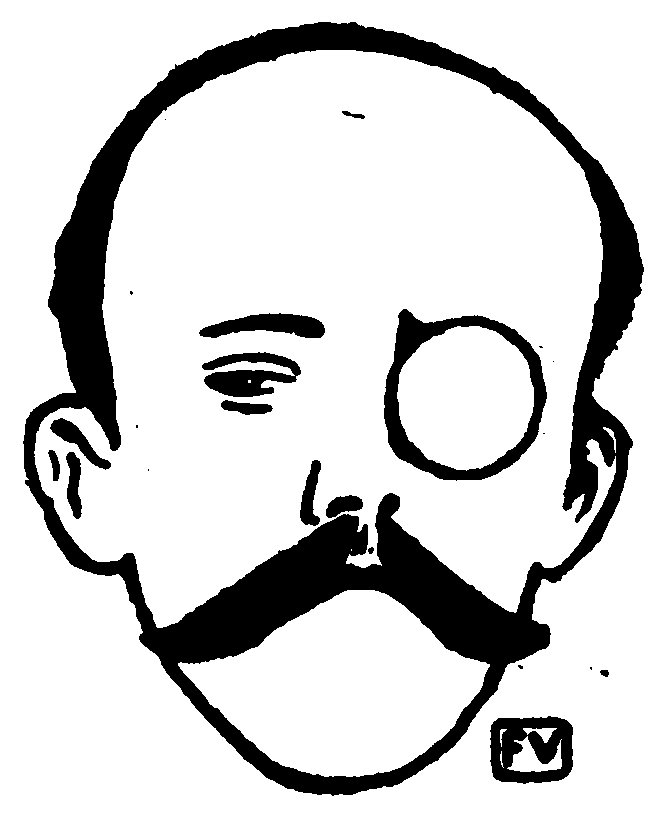
Фелікс Валлотон. Портрет Анрі де Реньє, 1898

1911 року був обраний членом Французької академії. Музику на вірші Реньє писали Моріс Равель, Габрієль Форе, Рейнальдо Ан, Альбер Руссель та ін.
1931 року Одзу Ясудзіро зняв фільм за новелою Анрі де Реньє «Нещасна красуня».

## Твори

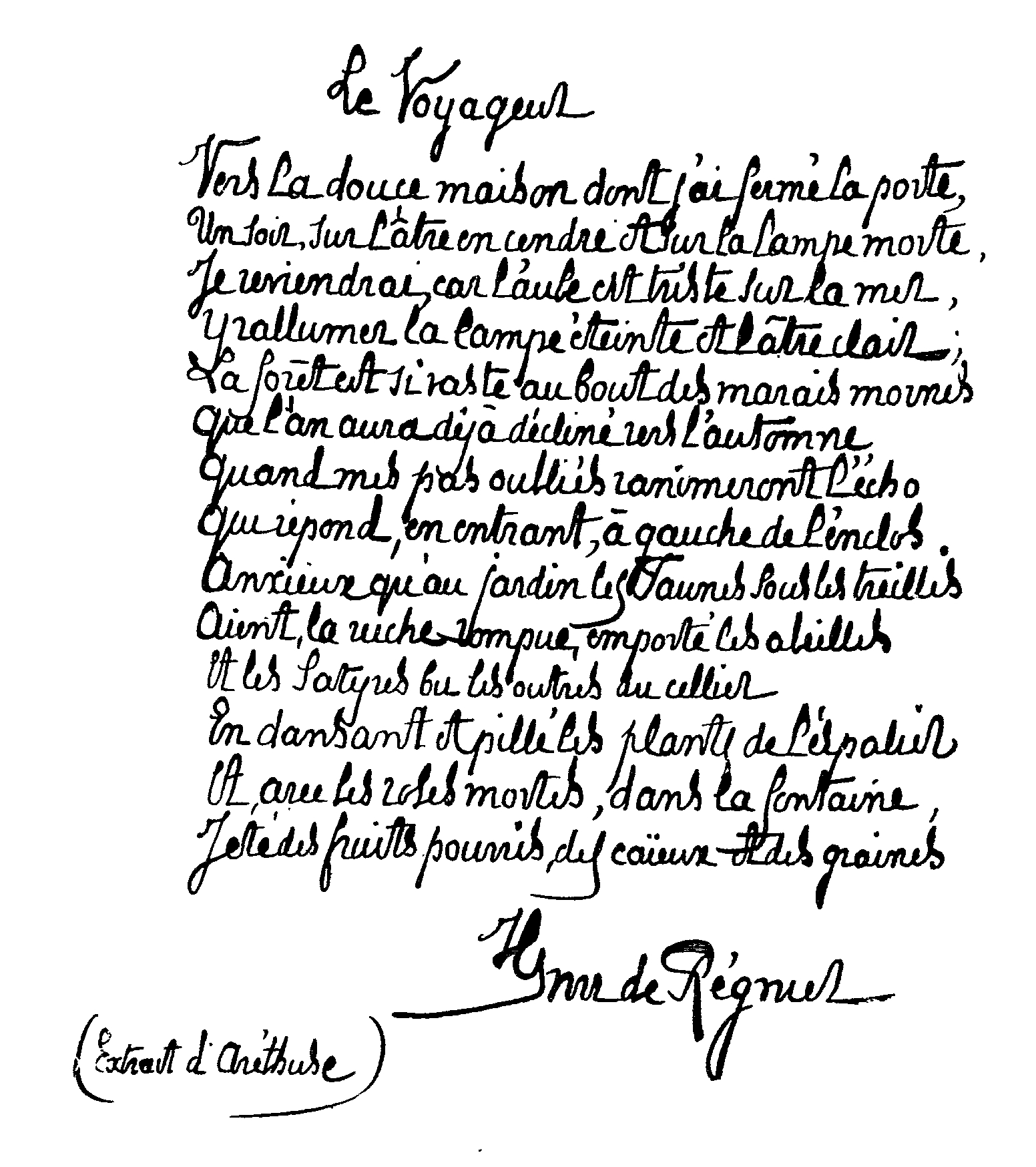
Автограф вірша Анрі де Реньє «Мандрівник»

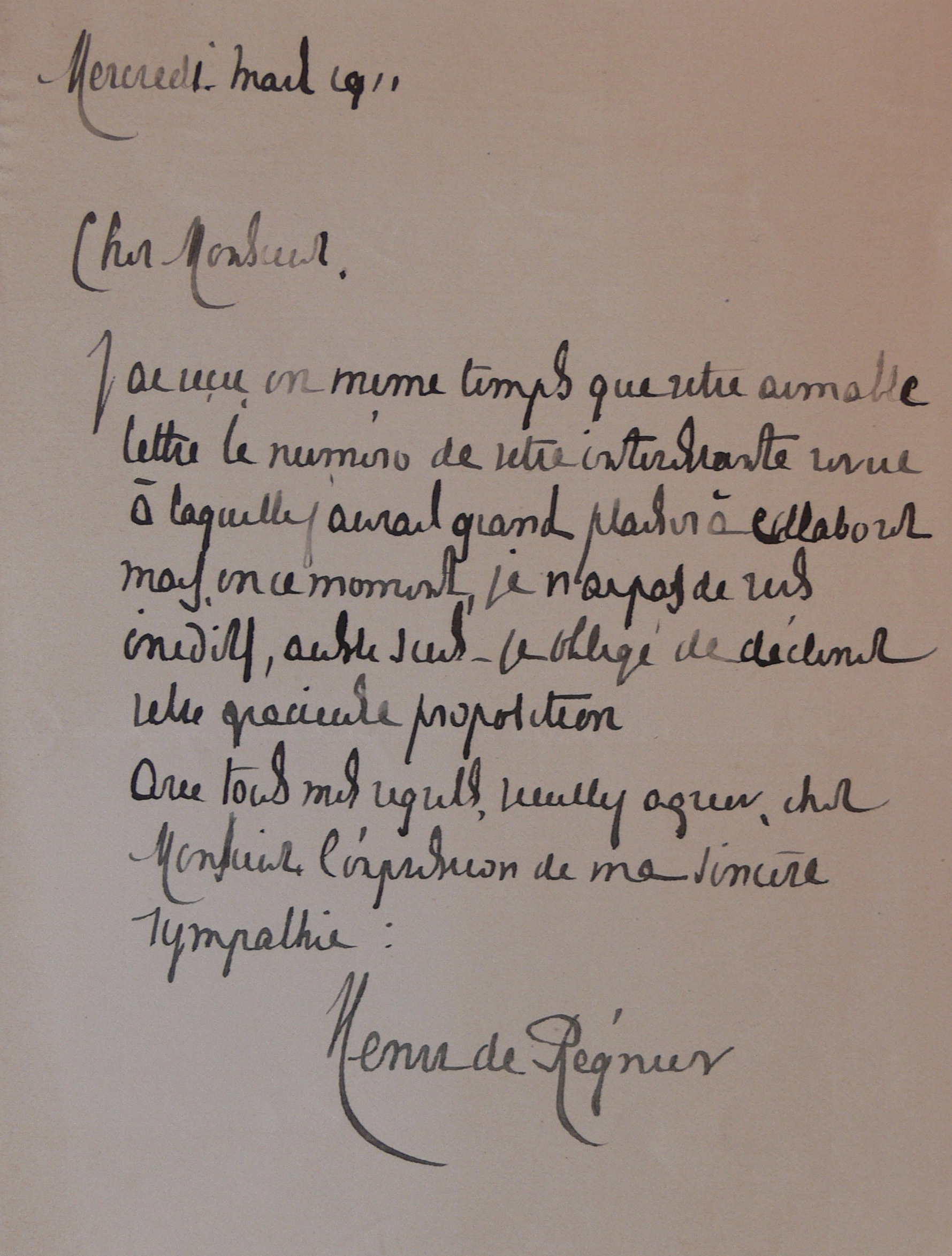
Лист Анрі де Реньє, 1911

- Les lendemains. Apaisement (1885, На завтра. Заспокоєння, вірші)
- Épisodes(1886–1888, вірші)
- Poèmes anciens et romanesques, 2 т.(1890–1895, Вірші в античному й романському дусі)
- Contes à soi-même (1893)
- Tel qu'en songe (1894, Як уві сні, вірші)
- Aréthuse (1895, вірші)
- Jeux rustiques et divins (1897, вірші)
- La canne de jaspe (1897, Яшмовий ціпок, зб. оповідань)
- Le trèfle blanc (1899)
- La double maîtresse (1900, Подвійна кохана, роман)
- Les médailles d'argile (1900, Глиняні медалі, вірші)
- Les amants singuliers (1901)
- Figures et caractères (1901)
- Le bon plaisir (1902, За примхою короля, роман)
- Les vacances d'un jeune homme sage (1903, Канікули скромного юнака, роман)
- Le mariage de minuit (1903, Північне весілля, роман)
- Les rencontres de M. de Bréot (1904, Зустрічі пана де Брео, роман)
- Le passé vivant (1905, роман)
- La sandale ailée, 1903–1905 (1906, вірші)
- L'amour et le plaisir (1906)
- Esquisses vénitiennes (1906)
- Sujets et paysages (1906)
- La peur de l'amour (1907)
- Couleur du temps (1909)
- Le miroir des heures (1910, вірші)
- La cité des eaux (poésie) (1912, вірші)
- Contes de France et d'italie (1912)
- L'amphisbène (1912, роман)
- Portraits et souvenirs (1913)
- Le plateau de laque (1913)
- Romaine Mirmault (1914)
- La flambée (1915, роман)
- L'illusion héroïque de Tito Bassi (1916, роман)
- 1914–1916, poésies (1918)
- Histoires incertaines (1919)
- La pécheresse, histoire d'amour (1920, Грішниця, історія кохання, роман)
- Vestigia flammae (1921, Сліди полум'я — лат., вірші)
- Les bonheurs perdus (1924)
- Le divertissement provincial. L entrevue. Proses datées. Baudelaire et les Fleurs du mal (1925, Провінційні розваги, роман)
- Contes pour chacun de nous (1926)
- L escapade (1926)
- Monsieur d Armercœur (1927)
- Le pavillon fermé (1927)
- Contes vénitiens (1927)
- L Altana ou la vie vénitienne (1899–1924), 2 vol. (1928)
- Flamma tenax, 1922–1928 (1928, вірші)
- Lui, ou les femmes et l'amour (1928)
- Le voyage d'amour ou l initiation vénitienne (1930)
- Nos rencontres. Escales en Méditerranée (1930)
- Choix de poèmes (1931, вибрані вірші)
- Airs pour l'écho (1933, вірші)
- Lettres diverses et curieuses, écrites par plusieurs à un d'entre eux (1933)
- De mon temps (1933)
- Le paradis retrouvé, contes choisis (1937, посмертно)

## Новітні видання
- Les cahiers: inédits, 1887–1936. Paris: Pygmalion, 2002

## Українські переклади
Твори Анрі де Реньє українською мовою перекладали Василь Щурат, Михайло Рудницький, Орест Петрійчук, Микола Зеров («Глиняні медалі»), Максим Рильський, Дмитро Паламарчук, Дмитро Шупта.
- Анрі де Реньє. Розстання: [Оповідання] / Перекл. М.Рудницький // Діло. — 1924. — 12 лип., ч. 152. — Перекл. у тексті: О. Ордан.
- Анрі де Реньє. Мармурова жінка: [Оповідання] — Київ: Книгоспілка, 1926.
- Анрі де Реньє. Я бачив королів… // М. Рильський. Зібрання творів у двадцяти томах. Т. 10. Поетичні переклади. — К.: Наукова думка. — 1985. — С. 313.
- Анрі де Реньє. Поезії // М. Рильський. «Гомін і відгомін» — Київ: ДВУ, 1929 .